# Магнезија (округ)
Округ Магнезија (грч.  - periferiakí enótita Magnesia) је округ у периферији Тесалији и истоименој историјској покрајини, у средишњем делу Грчке. Управно средиште округа је град Волос, а значајан је и град Алмирос.
Округ Магнезија је успостављен 2011. године на месту некадашње префектуре, која је имала исти назив, али је обухватала и острвље Спораде, које су данас засебан округ Споради. Данашњи округ, у ствари, покрива копнени део некадашње префектуре Магнезија.

## Порекло назива
Име префектуре је преузето од имена дате историјске области Магнезија. Највероватније порекло назива „Магнезија“ је по Мангезу, представи из грчке митологије.
Са друге, стране из назива „Магнезија“ изведен је назив за магнет, у значењу „камен из Мангезије“ (грч. magnítis líthos). Слично томе, и имена хемијских елемената магнезијума и мангана води порекло од имена ове грчке области преко речи „магнет“, јер су некад алхемичари називани „магнетистима“, односно људима који „производе камен из Магнезије“ (магнет је био драгоцен).

## Природне одлике
Округ Магнезија има дугу морску обалу Егејског мора на истоку и југу. На северу се округ граничи са округом Лариса, а на западу са округом Фтиотида. На југу, 10 km преко мора, налази се острво и округ Евбеја.
Магнезија својим обликом прави лук око Пагасетичког залива Егејског мора. Округ је махом планински, а најважнија планина је Пелио на њеном југоистоку. Ово је веома позната планина у Грчкој захваљујући обиљу воде и бујном зеленилу, као сачуваним црквама и манастирима. На истоку је планина Мавровуни, која се простире и северно, у округ Лариса. На западу је планина Отрис. У средишњем делу округа налазе се две мање, приобалне равнице, Алмироска и Волоска.
Клима у округу Магнезија је средоземна, да би у унутрашњости и на планинама прешла у њену оштрију варијанту.

## Историја
У доба антике ова област је била северни део старогрчке цивилизације. У каснијим епохама долази владавина Римљана, затим Византинаца, током чије владавине се гради много цркава и манастира, од којих су многи и данас сачувани. На крају је дошла 4-вековна владавина Османлија. Иако су месни Грци били веома активни током Грчког устанка 1821. г, ово подручје поново постало део савремене Грчке тек 1881. г. 1947. године префектура Магнезија је успостављена у данас непромењеним границама. Положај некадашње префектуре, данас округа, на главном грчком путу Солун-Атина омогућило је брз послератни развој.

## Становништво
По последњим проценама из 2005. године округ Магнезија је имао око 190.000 становника, од чега око 50% живи у седишту округа, граду Волосу.
Етнички састав: Главно становништво округа су Грци. Последњих година овде се населио и омањи број насељеника из целог света.
Густина насељености је нешто нешто преко 80 ст./км², што је приближно просеку Грчке (око 80 ст./км²). Приобални део је много боље насељен него планинско залеђе на истоку и западу.

## Управна подела и насеља
Округ Магнезија се дели на 5 општина:
1. Алмирос
2. Волос
3. Загора–Мурези
4. Јужни Пелион
5. Ригас Ферајос

Волос је седиште округа и једини већи град (> 10.000 ст.).

## Привреда
Префектура Магнезија позната је данс по индустрији и туризму. Индустрија, махом смештена у Волосу, се почела развијати током протеклих стотинак година, а њеном развоју погодује добра саобраћајна повезаност са Атином и Солуном. Волос је данас једно од средишта тешке индустрије у Грчкој.
На планини Пелио развија се екотуризам.